# Tincomaro
Tincomaro (fl. I secolo a.C.) è stato un principe britanno, re della tribù belgica degli Atrebati, che visse nella Britannia centro-meridionale poco prima dell'invasione romana dell'isola.

## Biografia
Era figlio ed erede di Commio, a cui successe sul trono attorno al 25/20 a.C. Sulla base delle sue monete si può pensare che Tincomaro regnò insieme al padre negli ultimi anni di vita di quest'ultimo. Poco si sa sul suo regno, anche se sulla base della sua monetazione si può dedurre che egli fu più ben disposto verso Roma rispetto al padre. E del resto i successori di Tincomaro utilizzarono il termine di rex sulle loro monete, cosa che indicherebbe il fatto che Tincomaro aveva dato inizio al processo per far diventare il suo un regno cliente di Roma. E sempre sulla base della monetazione di Tincomaro, paragonata a quella di Giuba II di Numidia, John Creighton ipotizza che il sovrano britannico fu ostaggio politico a Roma agli inizi del regno di Augusto. 
Dal 16 a.C. merci romane sono presenti in maniera sempre maggiore nella capitale di Tincomaro, Calleva Atrebatum (oggi Silchester), e questo fatto può far pensare che il sovrano atrebate aveva stabilito rapporti commerciali e diplomatici con Augusto.
Tincomaro fu cacciato dai suoi sudditi nell'8 d.C. per ragioni sconosciute e si rifugiò proprio a Roma chiedendo aiuto. Fu rimpiazzato dal fratello Eppillo. Ma Augusto preferì riconoscere ad Eppillo il titolo di rex invece di deporlo e rimettere sul trono Tincomaro, forse perché l'imperatore romano aveva pianificato di utilizzare questa deposizione come scusa per invadere la Britannia. Cosa che poi però non avvenne.

## Fonti e bibliografia
- Augusto, Res gestae divi Augusti
- John Creighton, Coins and power in Late Iron Age Britain, Cambridge University Press, 2000
- C. E. A. Cheesman, Tincomarus Commi filius, in Britannia 29, 1998, pagg. 309-315